# وربنیتسا (آلکساندروواتس)
وربنیتسا (به صربی: Vrbnica) یک منطقهٔ مسکونی در صربستان است که در الکساندراواک واقع شده‌است. وربنیتسا ۵۱۸ نفر جمعیت دارد.